# 萬卡約區
萬卡約區（西班牙語：Distrito de Huancayo），是秘魯的一個區，位於該國中部胡寧大區的萬卡約省，始建於1857年1月2日，面積237.55平方公里，海拔高度3,249米，2005年人口104,117，人口密度每平方公里440人。